# Reconsider Baby
«Reconsider Baby» — пісня американського блюзового співака і гітариста Лоуелла Фулсона, випущена синглом у 1954 році на лейблі Checker, дочірньому Chess. У 1954 році пісня посіла 3-є місце в чарті Rhythm & Blues Records журналу «Billboard». Вважається блюзовим стандартом і була включена до Зали слави блюзу і Зали слави рок-н-ролу.  

## Оригінальна версія
Перша сесія Лоуелла Фулсона (який щойно залишив збанкрутілий Swing Time) для дочірнього лейблу братів Чесс відбулась 27 вересня 1954 року в Далласі, штат Техас. У ній взяли участь Лоуелл Фулсон (вокал, гітара), Пол Дрейк (фортепіано), Боббі Ніколсон (контрабас), Чік Бут (ударні), а також секція духових з Філліпом Жільбо (труба), Фетс Морріцом (тромбон), Джуліаном Біслі (альт- і баритон-саксофони) і Чокером Кемпбеллом (тенор-саксофон). Сесія була спродюсована Стеном Льюїсом, майбутнім засновником Jewel Records. В результаті неї були записані «Reconsider Baby» і «I Believe I'll Give It Up».
Пісня була випущена у 1954 році на синглі (Checker 804; на 7" 45 і 10" 78) із «I Believe I'll Give It Up» на стороні «Б». У 1954—1955 роках вона протрималась 15 тижнів у чарті, посівши 3-є місце в Rhythm & Blues Records журналу «Billboard».
У 1970 році пісня була включена до збірки Фулсона Hung Down Head, яка вийшла на Chess.

## Інші версії
Пісню перезаписали інші виконавці, зокрема Елвіс Преслі для Elvis Is Back! (1960), Боббі Бленд для Ain't Nothing You Can Do (1964), Т-Боун Вокер (1966), Літтл Мілтон для Sings Big Blues (1966), Джуніор Паркер для Honey-Drippin' Blues (1969), Ike and Tina Turner для Outta Season (1968), Фредді Кінг для Texas Cannonball (1972), Б. Б. Кінг для Lucille Talks Back (1975), Лонні Брукс для Sweet Home Chicago (1975), Ендрю Одом для Feel So Good (1982),  Ерік Клептон (1994), Джеймс Коттон для Fire Down Under The Hill (2000), Грегг Оллмен (2011) та ін.

## Визнання
У 1993 році пісня «Reconsider Baby» в оригінальному виконанні Фулсона (Checker, 1954) була включена до Зали слави блюзу в категорії «Класичний блюзовий запис — пісня». У 1995 році Зала слави рок-н-ролу включили «Reconsider Baby» (1954) у список 500 пісень, що вплинули на розвиток рок-н-ролу.